# Équipe d'Algérie de football en 1999
L'équipe d'Algérie de football participe lors de cette année aux Qualifications pour la Coupe d'Afrique des nations 2000. L'équipe d'Algérie est entraînée par Rabah Saâdane, Boualem Charef, Rabah Madjer, Tedj Bensaoula et Nacer Sandjak.

## Déroulement de la saison

### Classement FIFA 1999
Le tableau ci-dessous présente les coefficients mensuels de l'équipe d'Algérie publiés par la FIFA durant l'année 1999.
| Mois | janv. | fév. | Mars | Avril | Mai | Juin | Juillet | Août | sept. | oct. | nov. | déc. |
| Rang | 78    | 77   | 72   | 68    | 68  | 72   | 69      | 77   | 79    | 81   | 88   | 86   |

### Classement de la CAF
Le tableau ci-dessous présente les coefficients mensuels de l'équipe d'Algérie dans la CAF publiés par la FIFA durant l'année 1999.
| Mois | janv. | fév. | Mars | Avril | Mai | Juin | Juillet | Août | sept. | oct. | nov. | déc. |
| Rang | 15    | 15   | 12   | 12    | 12  | 13   | 11      | 15   | 15    | 15   | 18   | 18   |

## Les matchs
| Date            | Stade, Ville, Pays                                 | Adversaire | Score | Comp | Buteurs algériens                              |
| 22 janvier 1999 | stade du 5-Juillet-1962 Alger, Algérie             | Tunisie    | 0 - 1 | QCAN |                                                |
| 28 février 1999 | Samuel Kanyon Doe Sports Complex Monrovia, Liberia | Liberia    | 1 - 1 | QCAN | Saïfi 69e                                      |
| 9 avril 1999    | Stade du 19-Mai-1956 Annaba, Algérie               | Liberia    | 4 - 1 | QCAN | Merakchi 40e 44e, Saïfi 60e, Kpoto Y 87e (csc) |
| 6 juin 1999     | Stade olympique d'El Menzah Tunis, Tunisie         | Tunisie    | 2 - 0 | QCAN |                                                |
| 20 juin 1999    | Stade du 19-Mai-1956 Annaba, Algérie               | Ouganda    | 2 - 0 | QCAN | Merakchi 45e 55e                               |

Légende: QCAN : Qualifications à la Coupe d'Afrique des nations de football 2000

### Bilan
| Rang | Équipe  | Pts | J | G | N | P | Bp | Bc | Diff |
| ---- | ------- | --- | - | - | - | - | -- | -- | ---- |
| #    | Algérie | 7   | 5 | 2 | 1 | 2 | 7  | 5  | +2   |

## Qualifications à la Coupe d'Afrique 2000
| Sélectionneur : |
| Meziane Ighil   |

| Sélectionneur :   |
| Francesco Scoglio |

| Sélectionneur : |
| Meziane Ighil   |

| Sélectionneur :   |
| Francesco Scoglio |

| Sélectionneur : |  |  |  |
|                 |  |  |  |

| Sélectionneur : |
| Rabah Saâdane   |

| Sélectionneur : |  |  |  |
|                 |  |  |  |

| Sélectionneur : |
| Rabah Saâdane   |

| Sélectionneur : |
| Boualem Charef  |

| Sélectionneur : |  |  |  |
|                 |  |  |  |

| Sélectionneur : |
| Boualem Charef  |

| Sélectionneur : |  |  |  |
|                 |  |  |  |

| Sélectionneur :   |
| Francesco Scoglio |

| Sélectionneur : |
| Boualem Charef  |

| Sélectionneur :   |
| Francesco Scoglio |

| Sélectionneur : |
| Boualem Charef  |

| Sélectionneur : |
| Boualem Charef  |

| Sélectionneur :  |
| Harrison Okagbue |

| Sélectionneur : |
| Boualem Charef  |

| Sélectionneur :  |
| Harrison Okagbue |